# Луговослободской сельсовет
Луговослободской сельсовет (бел. Лугаваслабадскі́ сельсавет; до 1981 года — Обчацкий) — административно-территориальная единица на территории Минского района Минской области Республики Беларусь. Административный центр — агрогородок Луговая Слобода.

## История
В 2008 году деревня Луговая Слобода преобразована в агрогородок.
В 2009 году деревня Замосточье преобразована в агрогородок. 

## Состав

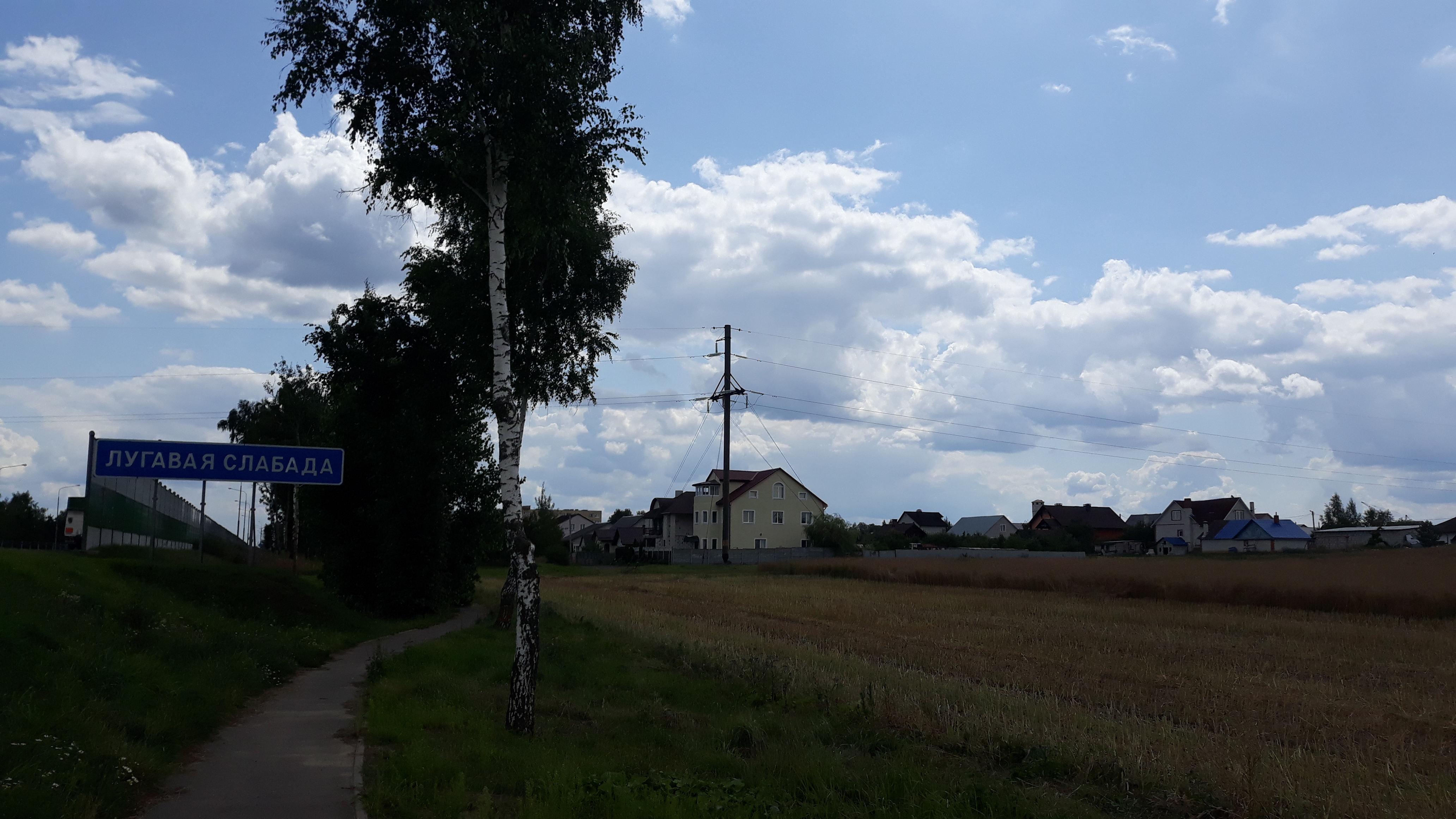
Агрогородок Луговая Слобода

Луговослободской сельсовет включает 18 населённых пунктов:
- Веселки — деревня.
- Гузгаловка — деревня.
- Даниловка — деревня.
- Дворец — деревня.
- Дуброво — деревня.
- Ефимово — деревня.
- Заболотье — деревня.
- Замосточье — агрогородок[2].
- Заречье — деревня.
- Застаринье — деревня.
- Заямочное — деревня.
- Ксаверово — деревня.
- Лебединец — деревня.
- Луговая Слобода — агрогородок[1].
- Обчак — деревня.
- Привольный — посёлок.
- Прилесье — деревня.
- Синило — деревня.